# 鯨魚座W
鯨魚座W，又名BD-15 6531，HD 224960、SAO 166005、HR 9090，是鯨魚座的一颗恒星，视星等为7.1，位于銀經77.78，銀緯-73.06，其B1900.0坐标为赤經23h 56m 59.9s，赤緯-15° -73.06′ 57″。